# Майоров Антуан Іванович
Антуан Іванович Майоров (біл. Антуан Маёраў; нар. 13 серпня 1971, Мінськ, Білоруська РСР) — білоруський футболіст, футзаліст, тренер та футбольний арбітр, виступав на позиціях півзахисника та нападника. Головний тренер білоруського клубу «Ошмяни БДУФК».

## Життєпис
Син відомого радянського та білоруського арбітра Івана Майорова. Отримав ім'я на честь одного з героїв французького фільму «Чоловік і жінка». Як футболіст виступав за мінське «Динамо». У 1998 році переїхав до Росії в нижньогородський «Локомотив». Наприкінці кар'єри виступав за «Жальгіріс».
Виступав за збірну Білорусії з пляжного футболу. Декілька років займався суддівською діяльністю. Майоров працював на матчах Прем'єр-Ліги. У жовтні 2008 року припустився грубої помилки в матчі «Даріда» — «Німан» (1: 2), після чого на вимогу господарів відсторонений від суддівства на певний період часу. Взимку 2012 року під час зборів Антуан Майоров порушив спортивний режим і відсторонений від суддівства на невизначений термін. У цьому ж році розпочав тренерську кар'єру, увійшовши в штаб Василя Кушніра в жіночій команді «Зорка-БДУ». З осені 2016 роки самостійно керує клубом «Ошмяни-БДУФК». Уже в першому матчі біля на чолі команди проти «Смолевичів» Майорова видалили з лави запасних за втручання в дії суддівської бригади.

## Досягнення
«Динамо» (Мінськ)
- / Вища ліга Білорусі
  -  Чемпіон (3): 1993/94, 1994/95, 1995

- / Кубок Білорусі
  -  Володар (1): 1993/94

«Гомель»
- Кубок Білорусі
  -  Володар (1): 2001/02

«Жальгіріс»
- Кубок Литви
  -  Фіналіст (1): 2000/01